# Casarão Latache Pimentel
O Casarão Latache Pimentel é um palacete histórico localizado na cidade do Recife, capital do estado brasileiro de Pernambuco.

## História
O casarão de número 1893 da Avenida Dezessete de Agosto, no bairro de Casa Forte, foi moradia de George Latache Pimentel.